# Iridopsis syrniaria
Iridopsis syrniaria là một loài bướm đêm trong họ Geometridae.